# Comuna Jukivka, Burîn
Jukivka (în ucraineană Жуківка) este o comună în raionul Burîn, regiunea Sumî, Ucraina, formată din satele Jukivka (reședința), Kubrakove, Notariusivka și Tîmofiivka.

## Demografie
Componența lingvistică a comunei Jukivka
     Ucraineană (99,25%)
     Alte limbi (0,62%)
Conform recensământului din 2001, majoritatea populației comunei Jukivka era vorbitoare de ucraineană (99,25%), existând în minoritate și vorbitori de alte limbi.